# Schipbreuk op de Seychellen

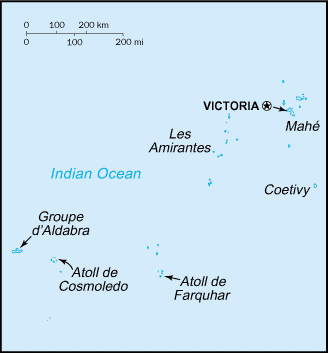
De eilandengroep Seychellen in de Indische Oceaan.

Schipbreuk op de Seychellen is een spionageroman van auteur Gérard de Villiers en is het 49e deel uit de S.A.S.-reeks met als protagonist de Oostenrijkse prins en freelance CIA-agent Malko Linge.

## Het verhaal
Malko wordt door de CIA naar de eilandengroep Seychellen gezonden. Hier is op volle zee het vrachtschip Laconia B gezonken. Het schip was op weg van Durban, Zuid-Afrika naar Eilat, Israël en was geladen met uraniumoxide voor de Israëlische nucleaire industrie. Malko's opdracht is het bepalen van de exacte positie van het vrachtschip, zodat de Amerikanen de gevaarlijke lading veilig kunnen stellen.
Als dekmantel doet Malko zich voor als schade-expert van een maritieme verzekeringsmaatschappij.
Maar er zijn meer mogendheden op jacht naar het kostbare uraniumoxide, waaronder de Irakezen.
Dan blijkt er ook nog een Kidon-team van de Mossad op de eilanden actief te zijn.

## Personages
- Malko Linge, Oostenrijkse prins en CIA-agent

## Waargebeurde feiten
Het fictieve verhaal vertoont sterke overeenkomsten met Operation Plumbat.
Een geheime Israëlische operatie uit 1968 dat het verwerven van yellowcake (verwerkte uraniumerts) behelsde, ter ondersteuning van (de opbouw van) het Israëlische kernwapenarsenaal.